# Talvitienjärvi (Junosuando socken, Norrbotten, 752239-178307)
Talvitienjärvi är en sjö i Pajala kommun i Norrbotten och ingår i Torneälvens huvudavrinningsområde.